# Educación maya

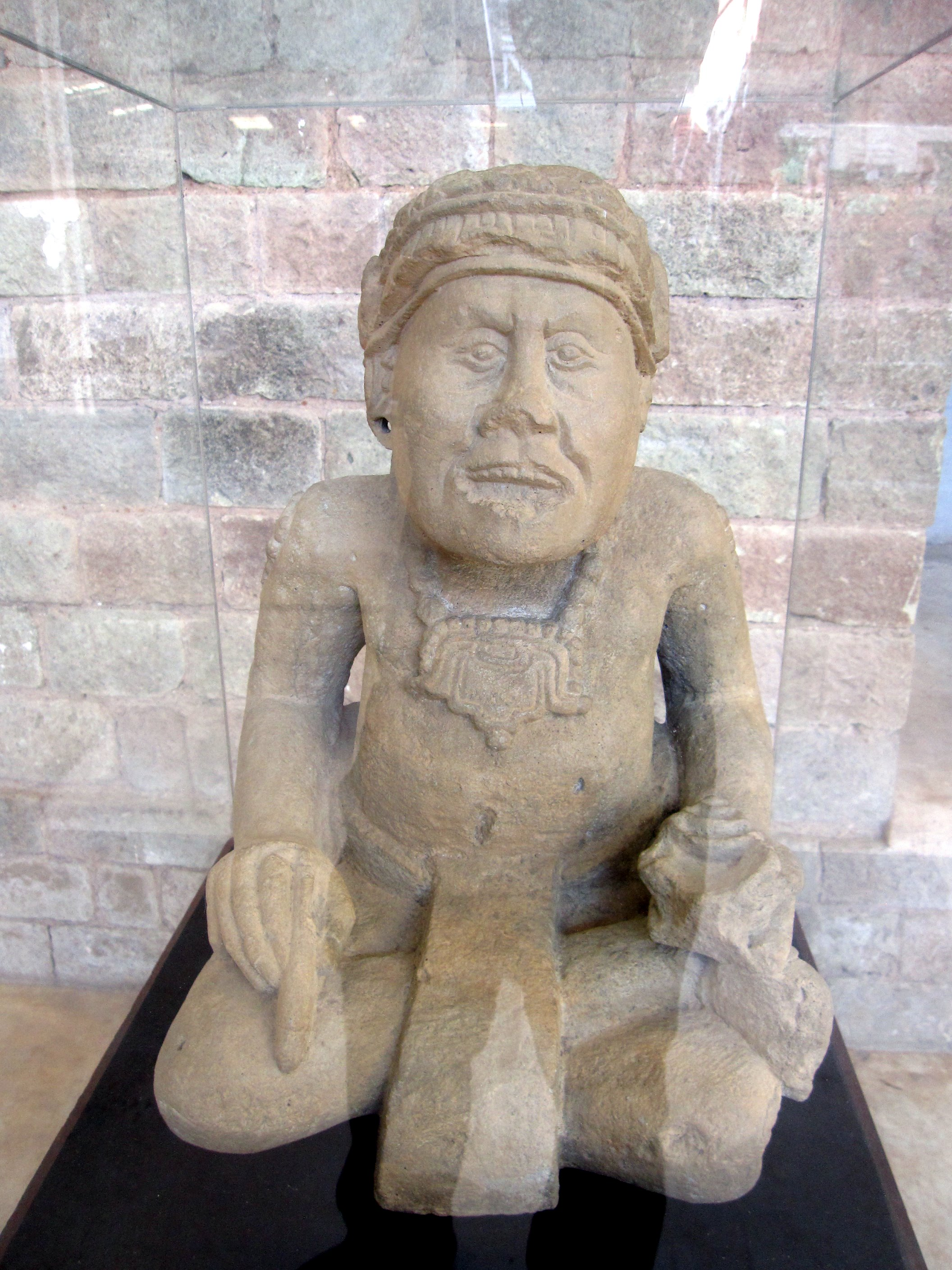
Escultura de un escriba en Copán.

La educación en la sociedad maya, estaba muy influida por la elevada religiosidad del pueblo maya.
.
En la sociedad maya solo los hijos de las madres
superiores podían aspirar a ser designados sacerdotes, que generalmente era una posición heredada de su padre u otro pariente cercano. Estos niños debían recibir una educación rigurosa en la escuela donde los sacerdotes le enseñaban historia, escritura, métodos de adivinación basados en la lectura del movimiento de los astros, medicina y el sistema calendario.  Por el contrario los hijos de los campesinos y plebe en general no tenían abierta la posibilidad de recibir educación formal, estos niños por lo general se formaban como aprendices en la capacidad artesana de su padre o madre, o pasaban a engrosar el numeroso ejército.
El entrenamiento del carácter era una característica distintiva y muy importante de la educación maya. El desarrollo de capacidad de controlar las emociones propias del si, de trabajar en forma cooperativa y de ser moderado merecieron mucha atención en las diversas etapas de la socialización, así como durante festividades religiosas. Como método para desarrollar la autodisciplina, el futuro sacerdote debía soportar largos periodos de  continencia y abstinencia y, para desarrollar un sentido de lealtad hacia la comunidad debía participar en el trabajo grupal.

### Escribas y alfabetización
La mayor parte de la población eran analfabetos, los escribas provenían de la élite. Se desconoce si todos los miembros de la aristocracia podían leer y escribir, aunque al menos algunas mujeres eran capaces de hacerlo, ya que existen representaciones de escribas femeninas en el arte maya. Los escribas mayas eran llamados aj tz'ib, lo que significa «el que escribe o pinta». Es probable que existieran escuelas de escribas, donde los miembros de la aristocracia aprendieron a escribir. Es posible identificar la actividad de los escribas en el registro arqueológico. El rey de Tikal, Jasaw Chan K'awiil I, fue enterrado con su bote de pintura, y algunos de los miembros jóvenes de la dinastía real de Copán fueron enterrados con sus herramientas de escritura. Un palacio en Copán ha sido identificado como el de un linaje noble de escribas. Está decorado con esculturas que incluyen figuras que sostienen tinteros.